# Bassanite
Ne doit pas être confondu avec Basanite.
La bassanite est une espèce  minérale composée de sulfate de calcium hémihydraté, de formule chimique CaSO4 • {\displaystyle {\tfrac {1}{2}}} H2O. Microcristaux ne dépassant pas les 100 micromètres.

## Inventeur et étymologie
Décrit en 1910 par le minéralogiste italien Zambonini, le minéral est dédié au paléontologue italien Francesco Bassani (it) (1853-1916), de l'université de Naples.

## Topotype
Monte Somma, Complexe volcanique Somma-Vésuve, Naples, Campanie Italie. 

## Cristallographie
- Paramètres de la maille conventionnelle a = 12,031 Å, b = 12,695 Å, c = 6,934 Å, Z = 6 ; V = 1 059,05 Å3
- Densité calculée = 2,73

## Gîtologie
- Par altération à partir de gypse dans les blocs tephrite leucite ;
- Origine fumerollienne (Vésuve, Italie) ;
- Dans des endroits particulièrement secs ou des lacs asséchés (Californie, Australie) ;
- Dans des grottes, interstratifiée avec le gypse ;
- Fréquente pseudomorphose après le gypse.

### Minéraux associés
Gypse, anhydrite, célestine, calcite, gibbsite.

## Synonymie
- Anhydrite soluble (terme désuet)
- Hémihydrate
- Miltonite (C. Milton 1942) [4]
- Mirupolskite
- Polyhydrate
- Vibertite[5]

## Gisements remarquables
- Italie

Monte Somma, Complexe volcanique Somma-Vésuve, Naples, Campanie
- Ukraine

Rzhavyi mys, péninsule de Crimée